# Eurois argni
Eurois argni är en fjärilsart som beskrevs av Barnes och Benjamin 1927. Eurois argni ingår i släktet Eurois och familjen nattflyn. Inga underarter finns listade i Catalogue of Life.